# Félix Mouret
Pour les articles homonymes, voir Mouret.
Félix Étienne Jean Baptiste Mouret, né le 26 juin 1862 à Vendres où il est mort le 18 juillet 1939, est un archéologue français.

## Biographie
Fait ses études classiques à Sorèze. Prend son doctorat de droit à la Faculté de Montpellier.
Tout jeune botaniste fervent. Ses longues recherches de plantes l’amènent à l’archéologie.
1906 : Premières fouilles importantes au Temple de Vénus (relatées dans le Bulletin de la Société archéologique de Béziers, 1913)
1906 : Est reçu membre de la Société archéologique de Béziers et reçoit de ladite Société la couronne de laurier en vermeil.
Au début du XXe siècle, Félix Mouret est propriétaire du domaine du Nègre, près du village de Vendres, dans le département de l'Hérault et il s'intéresse à l'archéologie tout au long de sa vie,.  
Découverte et exploration du tumulus de Saint Bauzile.
Découverte de la villa gallo-romaine du domaine de l’Hôpital.
Fouilles de l’aqueduc romain de Vendres.

### Ensérune
En 1915, il décide d'acheter un terrain sur la colline d'Ensérune, sur laquelle des vestiges anciens prometteurs ont été trouvés vers 1860. Il est alors le premier à organiser des fouilles approfondies et systématiques sur le sol d'Ensérune.

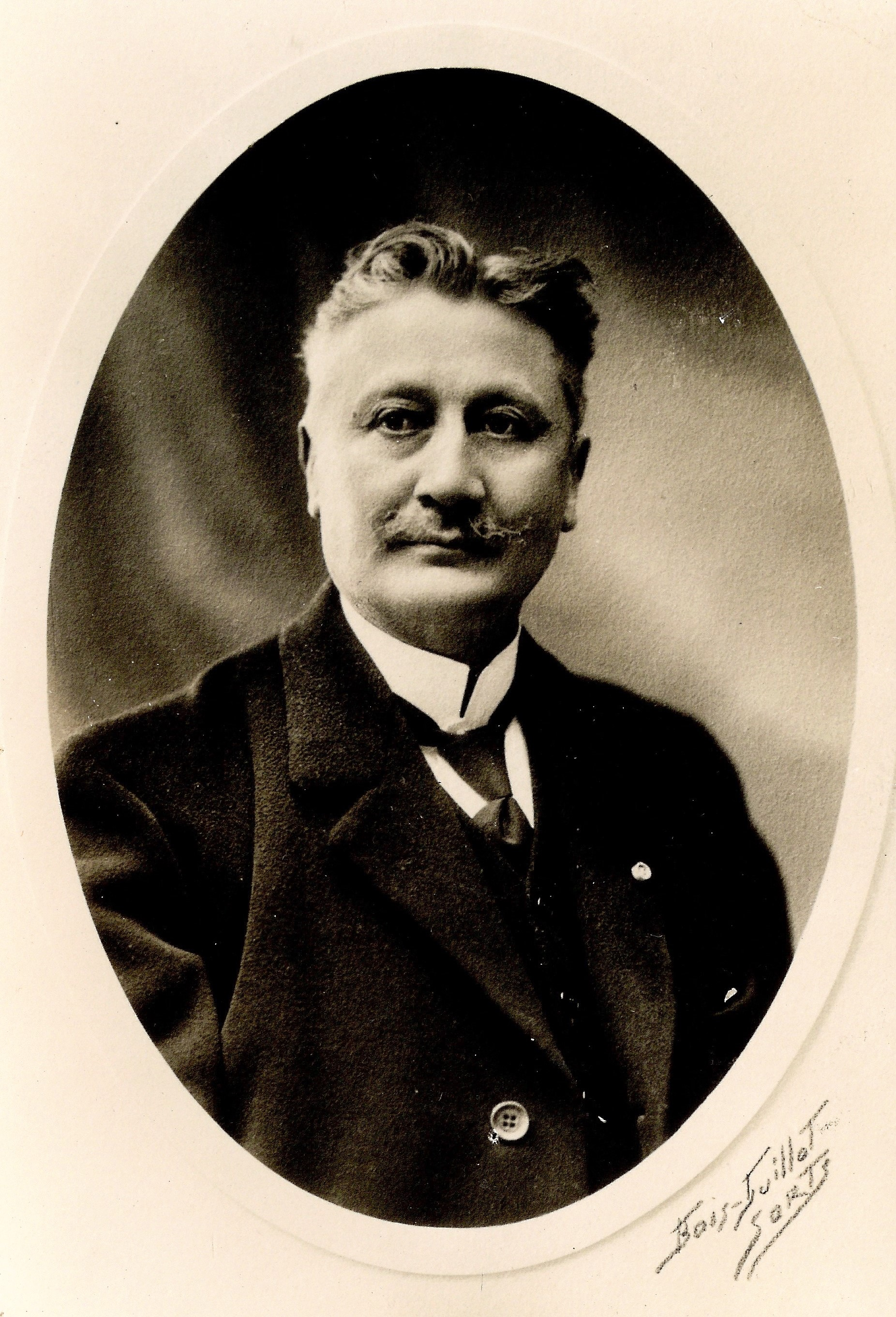
Portrait de Félix Mouret

Printemps de 1916 : fait part de ses trouvailles à M. Cartailhac qui visite Ensérune en juin 1916.
Dans la séance du 15 septembre 1916, à l’Académie des Inscriptions et Belles Lettres, Pottier donne lecture d’une communication de M. Mouret.
Mission du 10 octobre 1916 : M. et Mme Pottier, Salomon Reinach, Cartailhac, Michel Clerc, Genevaux, à la suite de laquelle rapport lu par Pottier à la séance de l’Académie du 17 novembre 1916. 
Il trouve des vases d'une qualité exceptionnelle, ibériques et grecs, des coupes, et également une nécropole, qu'il présente dans différentes sociétés savantes. 
Il est rejoint en 1923 par un autre archéologue, Louis Sigal, qui se spécialise sur l'habitat, dégage les remparts, un quartier de maisons et une rue. Il poursuit les fouilles et la rédaction de ses notes jusqu'en 1934,. 
Il publie une description minutieuse des vases découverts, qu'il a regroupée en une impressionnante collection.
La collection qu'il a constituée est exposée dans une salle du musée de l'Oppidum d'Ensérune.

### Distinctions honorifiques
Lauréat 1er prix (Mémoires historiques) de la Société archéologique de Béziers en 1906.

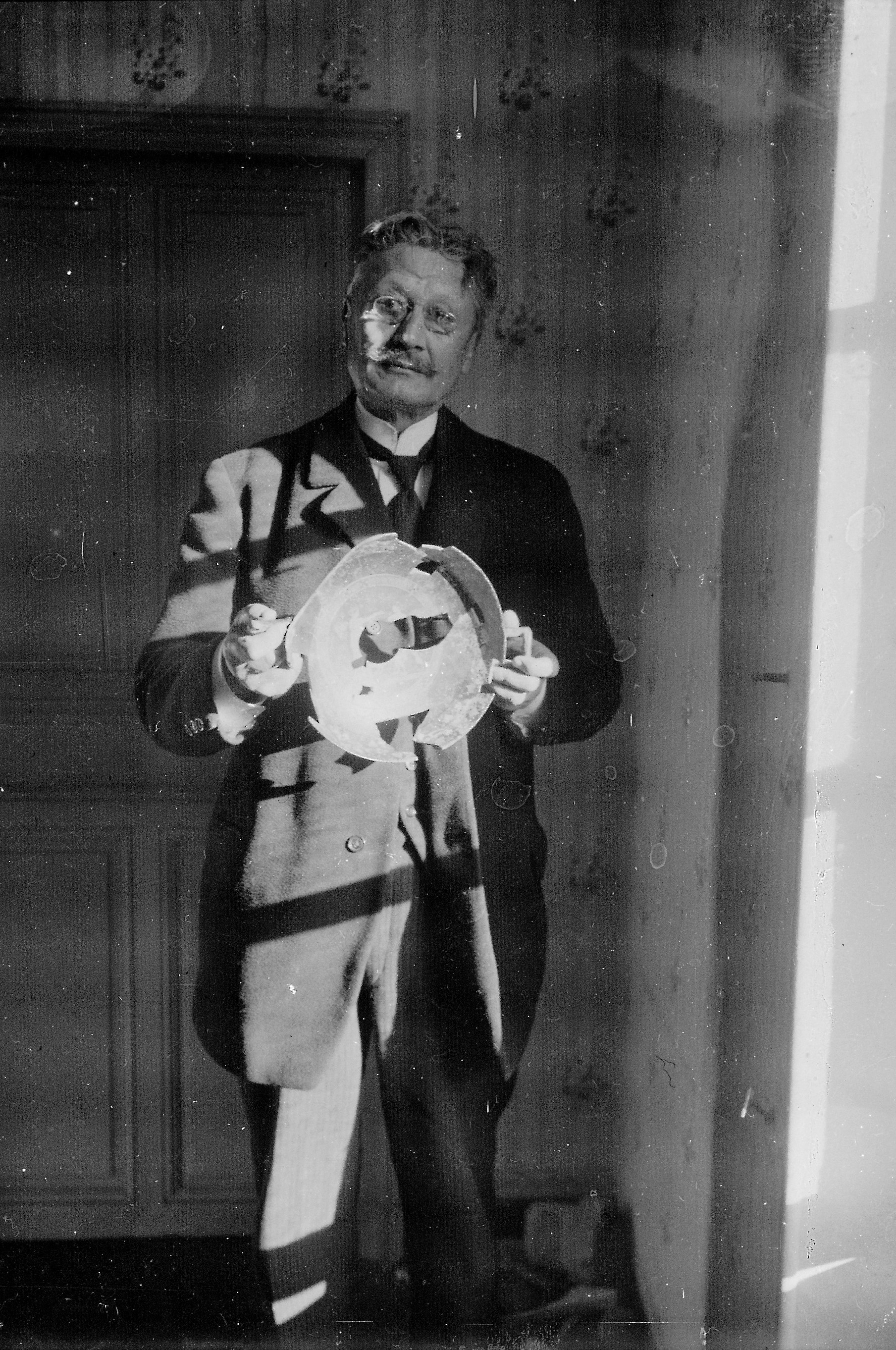
Félix Mouret présentant la coupe grecque de Procris et Céphale trouvée à Ensérune

Lauréat 1er prix (médaille d’or, Prix de Clausade) de la Société archéologique du Midi de la France, Toulouse, 1920.
Nommé officier de l’Instruction publique en 1922, sans avoir été chevalier, sur la demande de l’Académie des Inscriptions et Belles Lettres, présenté par M. le Directeur de l’Enseignement supérieur.

### Autres informations
Une place de sa commune d'origine, Vendres, porte son nom.